# Johannes Bernardus Weikamp

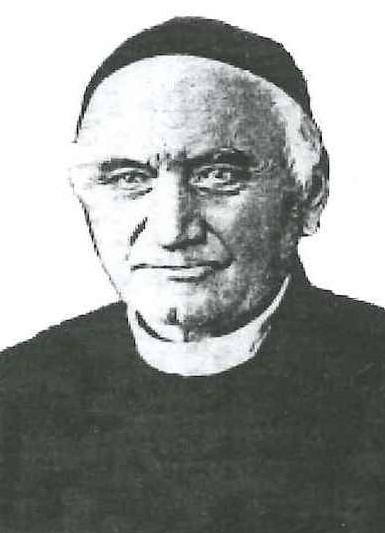
John Bernard Weikamp

Johannes Bernardus Weikamp (* 5. April 1818 in Mussum; † 19. März 1889 in Cross Village, Michigan) war ein deutscher Missionar in den USA.

## Leben
Johann Bernard Weikamp wurde in der Pfarrkirche St. Georg in Bocholt auf den Namen Johannes Bernardus getauft. Er wuchs auf einem Bauernhof auf und wollte schon in jungen Jahren Missionar werden. In Vorbereitung darauf widmete er sich deshalb dem Studium mehrerer Sprachen.
1843 trat er in das Kloster der Franziskaner in Dorsten ein. Noch als Seminarist wandte er sich 1849 mit der Bitte um die Entsendung in die Mission an die vatikanische Kongregation für die Verbreitung des Glaubens („Propaganda Fide“) und an Papst Pius IX. Bei einer Audienz beeindruckte er den Papst nicht zuletzt durch seine Sprachkenntnisse. Da die jüngst errichteten Suffraganbistümer des Erzbistums St. Louis zu dieser Zeit Missionare für den Dienst bei den Indianern Nordamerikas suchten, wurde Johann Weikamp aufgrund einer Empfehlung des Papstes dorthin entsandt.
1850 kam Pater Weikamp nach Chicago. Bischof James Oliver Van de Velde von Chicago ernannte ihn zum Pastor an der dortigen St.-Peters-Kirche. Weikamp gründete eine Genossenschaft der Franziskaner-Tertiaren, der sich viele Familien anschlossen. Da Chicago und die Gemeinschaft schnell wuchsen, baute er im Jahr 1853 die St.-Franziskus-Kirche und wirkte nach deren Fertigstellung als Pastor an beiden Kirchen. 1855 konnte er endlich einer Einladung Bischof Frederic Baragas von Michigan nachkommen und mit Genehmigung des Bischofs von Chicago zusammen mit den Mitgliedern seiner „angefangenen“ Genossenschaft von Illinois in das noch unerschlossene Indianer-Gebiet der Großen Seen übersiedeln.
Mit dem Segelschiff fuhr die Gruppe den Michigansee hinauf und ging schließlich bei Harbor Springs vor Anker. Da es hier nur einen Hafen für kleine Boote gab, mussten die Rinder, die Weikamp bereits in Chicago für seine Genossenschaft gehalten hatte und auf dem Schiff mitführte, an Land schwimmen. Als Bauernsohn erkannte er sofort, dass das von Bischof Baraga zur Verfügung gestellte Land für eine Bewirtschaftung zu sandig war. Deshalb zog er mit seiner Genossenschaft weiter bis zu dem Ort, den er später Cross Village (Kreuz-Dorf) nannte. Hier entsprach das Land seinen Anforderungen, denn es war sehr fruchtbar. Außerdem lebten dort viele Odawa (damals meist „Ottawa“ geschrieben), denen er mit seiner Arbeit helfen und die er zum christlichen Glauben führen wollte. Father John B. Weikamp, wie er sich inzwischen nannte, erwarb vom Staat 2000 Acres (8 km²) Staatsland, das größtenteils aus Wäldern bestand. Seinerzeit war es nur dem „Weißen Mann“ möglich, Land zu kaufen. Durch diesen Landkauf kam Weikamp anderen Weißen zuvor, die sonst die Möglichkeit gehabt hätten, die dort lebenden Indianer zu vertreiben. Weikamp bewirtschaftete mit den Brüdern, Schwestern und Familien der Franziskaner-Genossenschaft 80 Acres (32 ha) selbst. Den weitaus größten Teil des Landes von 1920 Acres stellte er seinen Indianern als geschützten Lebensraum (Jagd- und Wohngebiet) zur Verfügung. Mit den reichlichen Erträgen versorgte die Gründung sich und die dort lebenden Indianer und wuchs im Laufe der Zeit.
Neben den Klöstern – eines für die Brüder und eines für die Schwestern – entstanden so nach und nach eine Kirche, Farmen, Hospital und ein Waisenhaus, Schulen für Indianer und Weiße sowie Einrichtungen zum Erlernen von Handwerken usw., sodass Bischof Baraga anlässlich eines seiner Besuche in sein Tagebuch schrieb: „Es machen Father Weikamp viele Dinge einen guten Namen, er ist ein Mann von bemerkenswerter Persönlichkeit, außerordentlicher Tatkraft, und ich muss sagen, dass seine Indianer bereits die größte Achtung der Regierung erlangt haben, da sie sehr lernwillig und hilfsbereit sind.“ Weikamp war nicht nur Superior der Klöster, sondern auch anerkannter Fürsprecher der Indianer in allen Angelegenheiten und als solcher (Ehren-)Häuptling der Odawa.
Weikamp übersetzte liturgische Texte und Gebete in die Sprache der Odawa. 1880 veröffentlichte er das erste Gebetbuch in ihrer Sprache.
Am 18. März 1889 ritt Father John B. Weikamp zu „seinen“ Indianern aus, als sein Pferd plötzlich scheute. Er versuchte, es zu halten, doch das Tier schleifte ihn ein Stück über den Boden, sodass er sich schwere innere Verletzungen zuzog. Daran starb er tags darauf.

## Schriften
- (mit Frederic Baraga): Katolik anamie-masinaigan. A Catholic prayerbook and catechism in the Otchipwe-Indian language. Benziger, New-York / Cincinnati / St. Louis 1874.